# Coron (Maine y Loira)
 Coron  es una población y comuna francesa, en la región de Países del Loira, departamento de Maine y Loira, en el distrito de Saumur y cantón de Vihiers.

## Demografía
| 1257 | 1213 | 1273 | 1380 | 1376 | 1304 |
| Para los censos de 1962 a 1999 la población legal corresponde a la población sin duplicidades (Fuente: INSEE [Consultar]) |      |      |      |      |      |